# Tiskárna Koppe – Bellmann
Tiskárna Koppe – Bellmann je název zaniklé firmy, která vlastnila tiskárnu v Praze na Smíchově v ulici Drtinova. V areálu sídlí tiskárna Libertas.

## Historie
V roce 1901 se v Bellmannově ústavu tiskly první tříbarevné světlotisky; byl významným vydavatelem pohlednic. Roku 1912 se závod spojil s tiskárnou a litografií Alexandra Leopolda Koppe na Smíchově a nesl poté nový název Koppe – Bellmann.
Budovu tiskárny pro firmu Koppe – Bellmann postavil roku 1913 stavitel Václav Nekvasil. Na starší přízemní průmyslový objekt na pozemku navázaly čtyři nové stavby - obytný objekt, kancelářská budova, vlastní tiskárna a kotelna. Kancelářská budova je dvoupatrová, orientovaná kolmo k ulici; její fasáda má výrazný rizalit ukončený převýšeným trojúhelníkovým štítem. Na ni navazuje budova tiskárny s velkými továrními okny, která je situovaná podél ulice.
V roce 1926 koupila tiskárnu společnost Melantrich, která areál roku 1931 rozšířila o čtyřpatrovou stavbu ve dvoře. Melantrich měl na Smíchově reprodukční oddělení a knihtiskařskou produkci.